# Opel Zafira
Opel Zafira este o mașină cu șapte locuri, produsă și comercializată pe parcursul a trei generații din 1999 până în 2019 de Opel, folosind platforma Astra.